# Porslinstornet i Nanjing

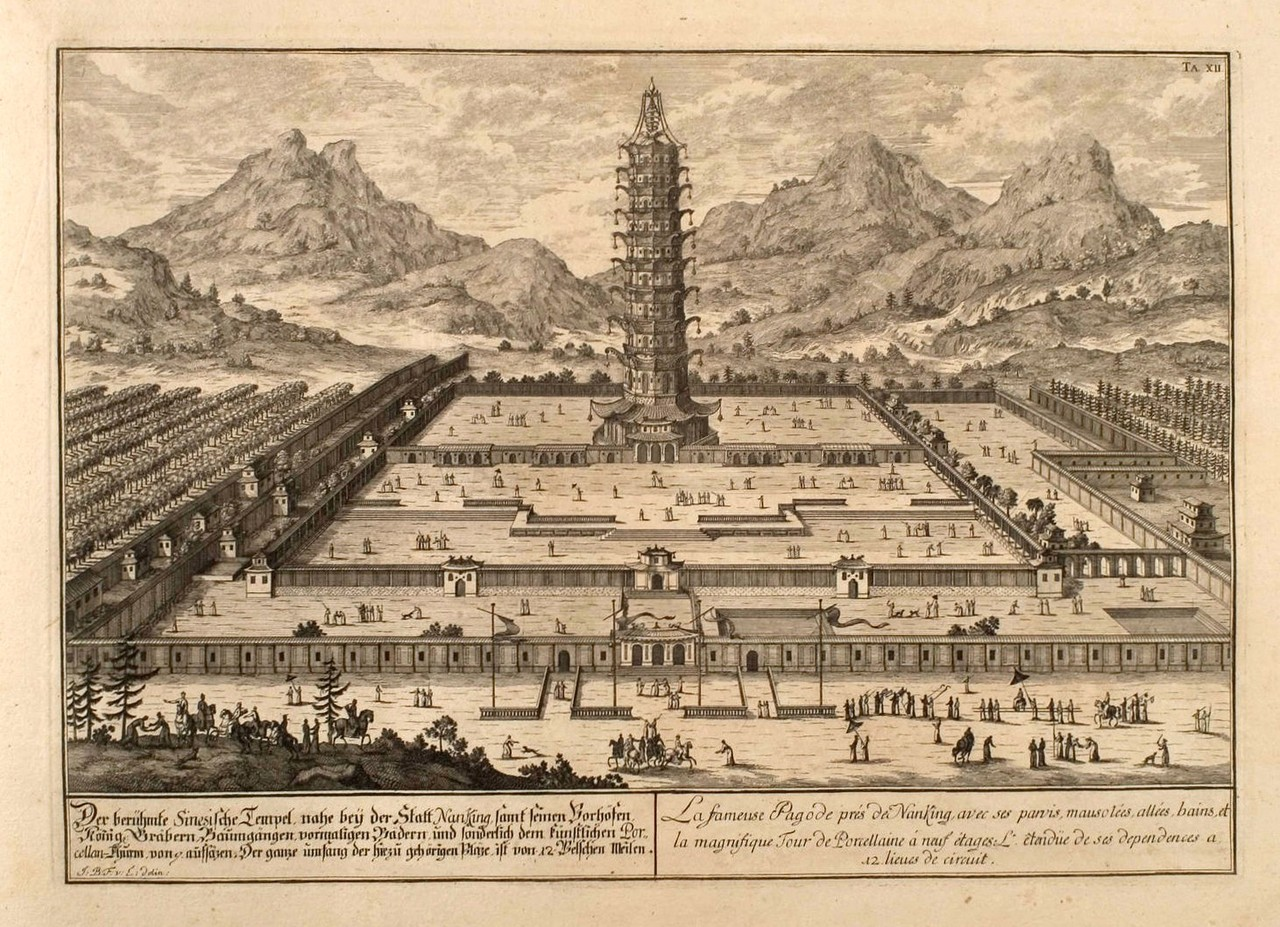
Porslinspagoden, illustrerad i Fischer von Erlachs Plan of Civil and Historical Architecture (1721)

Porslinstornet (eller Porslinspagoden)  i Nanjing, också känt som Bao'ensi (som betyder "Tacksamhetens tempel"), är en historisk plats som ligger på den södra stranden av floden 
Yangtze i Nanjing, Kina. Den var en pagod som byggdes 1411–1430, men som blev nästan förstörd under Taipingupproret, som pågick mellan 1850 och 1863. Tornet håller nu på att rekonstrueras.

## Beskrivning
Tornet var oktagonalt med en bas på ungefär 30 meter i diameter. När det byggdes var tornet en av de största byggnaderna i Kina. Dess höjd var upp till 80 meter med nio våningar och hade en spiraltrappa i mitten. Denna trappa hade 130 trappsteg. Toppen av taket var markerad med ett gyllene klot. Ursprungligen fanns planer på att bygga till fler våningar, enligt en amerikansk missionär som besökte Nanjing år 1852. Bara ett fåtal kinesiska pagoder är, eller har varit, högre än Porslinstornet i Nanjing. Ett exempel på en pagod som fortfarande finns kvar är Liaodipagoden från 1000-talet, som finns i Hebei. Den är cirka 84 meter hög. Ett annat exempel är den numera försvunna träpagoden i Chang'an som var 100 meter hög.
Tornet byggdes av tegelstensformade stycken, som var gjorda av vitt porslin. De sades kunna reflektera solens strålar under dagen, och under natten hängde så många som 140 lampor ner från byggnaden för att belysa tornet. Glas och keramik arbetades in i porslinet och utgjorde en blandning av grönt, gult och brunt och med mönster på sidorna av tornet. I mönstret fanns djur, blommor och landskapsbilder. Tornet var också dekorerat med ett stort antal bilder från den buddhistiska religionen.

## Historia
Porslinstornet i Nanjing planlades av den kinesiske kejsaren Yongle som gav hoveunucken Zheng He uppdraget att genomföra planerna, vilket skedde åren 1411–1430. De första västerlänningarna som upptäckte tornet var europeiska resenärer. Dessa ansåg ibland av dessa att det var ett av världens sju underverk. Efter all denna uppmärksamhet från andra delar av världen sågs tornet som en kinesisk nationalklenod av både av lokalbefolkningen och av olika kulturer i hela världen.
År 1801 träffades tornet av blixten och de tre översta våningarna förstördes, men blev snart restaurerade. År 1843 utkom boken The Closing Events of the Campaign in China av Granville Gower Loch. Den innehåller en detaljerad beskrivning av tornet, så som det såg ut under det tidiga 1840-talet. På 1850-talet utbröt Taipingupproret. År 1853 nådde rebellerna Nanjing och rebellerna tog över staden. De krossade de buddhistiska bilderna och förstörde de trappor som fanns inuti tornet, för att inte tornet skulle kunna vara en utsiktsplattform för kejsar Xianfengs soldater. Amerikanska sjömän nådde staden i maj 1854 och besökte det ihåliga tornet. År 1856 förstörde Taipingrebellerna tornet för att förhindra att en fiendefraktion använde det för att se ut över staden och att bombardera den. Sedan denna tidpunkt glömdes lämningarna av tornet bort och de fick sova en Törnrosasömn tills man nyligen började försöka återuppbygga landmärket.